# Hypervolémie
En médecine, l'hypervolémie, ou surcharge liquidienne, désigne un volume sanguin plus important que la normale dans le système circulatoire. C'est l'opposé de l'hypovolémie.